# Simulacri e simulazione
Simulacri e simulazione (Simulacres et Simulation) è un trattato filosofico del 1981 di Jean Baudrillard, in cui l’autore cerca di esaminare le relazioni tra realtà, simboli e società, in particolare i significati e il simbolismo della cultura e dei media coinvolti nella costruzione di una comprensione di esistenza condivisa.

## Contenuto
Il Simulacro non è ciò che nasconde la verità, esso è la verità che nasconde il niente.
Il trattato discute sui simboli, sui segni e come si relazionano con la contemporaneità (esistenza simultanea). Baudrillard afferma che la società attuale ha sostituito il significato della realtà con Simboli e Segni e che l’esperienza umana è una simulazione della realtà. Inoltre, questi simulacri non sono semplicemente mediazioni della realtà e nemmeno mediazioni ingannevoli della realtà: non si basano su una realtà né nascondono una realtà, nascondono semplicemente che niente come la realtà è rilevante per la comprensione delle nostre vite. I simulacri a cui Baudrillard fa riferimento sono i significati e il simbolismo della cultura e dei media che costruiscono la realtà percepita, la comprensione acquisita con cui le nostre vite e le nostre esistenze sono rese leggibili. Baudrillard crede che le nostre vite siano sature di simulacri costruiti dalla società e che quindi ogni significato è divenuto insignificante perché infinitamente mutevole e definisce questo fenomeno “precessione del simulacro", intendendo per precessione cambiamento della direzione.

### Ordine dei segni in quattro stadi
• Il primo stadio è una immagine/copia fedele in cui crediamo, il segno in questo caso è il “riflesso di una realtà profonda”, una buona apparenza che Baudrillard chiama “ordine sacramentale”.
• Il secondo stadio è la perversione della realtà: qui arriviamo a credere che il segno sia una copia infedele, che maschera e denigra la realtà. “Ordine malefico” dove segni e immagini non ci rivelano fedelmente la realtà, ma possono suggerire l’esistenza di una realtà profonda che il segno stesso è incapace di incorporare. 
• Nel terzo stadio il segno non è una copia originale e maschera l’assenza di una realtà profonda, finge cioè di essere una copia fedele. Segni e immagini fingono di rappresentare qualcosa di reale, ma nessuna rappresentazione è in atto, perché le immagini arbitrarie sono suggerite come oggetti che non hanno relazione. Baudrillard questo lo definisce “ordine della stregoneria”, un regime di algebra semantica in cui tutto il significato umano viene evocato artificialmente per apparire come riferimento alla verità.
• Il quarto stadio è puro simulacro e non ha alcun riferimento con la realtà. I segni riflettono altri segni, qualsiasi rivendicazione della realtà da parte delle immagini è solo un regime di totale equivalenza, in cui i prodotti culturali non devono più nemmeno fingere di essere reali, perché le esperienze dei consumatori sono talmente artificiali che ci si aspetta che le pretese sulla realtà siano artificiali. Questo fenomeno viene definito da Baudrillard Iperrealismo, dove qualsiasi pretesa di realtà è percepita priva di consapevolezza del sé critico e dunque eccessiva.
Il trattato identifica tre tipi di Simulacri e identifica per ciascuno un periodo storico:
• 1º Ordine, associato al periodo premoderno, in cui la rappresentazione è chiaramente un segno artificiale dell’oggetto reale. L’unicità di oggetti e situazioni vengono contraddistinti come irriproducibilmente reali e il significato ovviamente brancola verso questa realtà. 
• 2º Ordine, associato alla modernità della rivoluzione industriale, dove le distinzioni tra rappresentazioni e realtà si rompono a causa della proliferazione di copie prodotte in serie di oggetti trasformati in merce. La capacità della merce di imitare la realtà rischia di sostituirsi all’autorità della versione originale, perché la copia è reale come il suo prototipo.
• 3º Ordine, associato alla postmodernità del tardo capitalismo, in cui il simulacro precede l’originale e la distinzione tra realtà e rappresentazione svanisce. C’è solo la simulazione, e l’originalità diventa un concetto totalmente insignificante.

### Fenomeni
Baudrillard teorizza che la mancanza di distinzione tra realtà e simulacri abbia origine da diversi fenomeni e ne elenca cinque: 
1. Media contemporanei tra cui televisione, film, stampa e internet[senza fonte], che sono responsabili di confondere la linea di demarcazione tra prodotti necessari (per vivere) e i prodotti per i quali viene creata una necessità da immagini commerciali.
2. Valore di scambio, in cui il valore dei beni si basa sulla moneta (denominata valuta fiat) piuttosto che sulla utilità. L’utilità viene quantificata e definita in termini monetari per favorire lo scambio.
3. Capitalismo multinazionale, in cui vengono separati i prodotti determinati da vegetali, minerali e altri materiali originali e i processi utilizzati per crearli (comprese le persone e il loro contesto culturale).
4. Urbanizzazione, che separa gli esseri umani dal mondo non umano e centra la cultura attorno a sistemi produttivi così grandi da causare alienazione.
5. Lingua e ideologie, in cui il linguaggio viene sempre più coinvolto nella produzione di relazioni di potere tra gruppi sociali, specialmente quando i gruppi sociali potenti si autoalimentano parzialmente in termini monetari.

Una analogia specifica che Baudrillard usa è un racconto di Jorge Luis Borges che parla di un grande impero che creò una mappa così dettagliata da essere grande quanto l’impero stesso. La mappa attuale fu ampliata e distrutta quando l’impero conquistò o perse territorio. Quando l’impero si sgretolò, tutto ciò che rimase fu la mappa. Nell'interpretazione di Baudrillard le persone vivono nella mappa, ossia nella simulazione della realtà in cui la gente dell’impero passa la vita garantendo che, il loro posto nella rappresentazione, sia adeguatamente circoscritto e dettagliato dai cartografi che hanno creato la mappa; di contro la realtà si sgretola dal disuso, infatti ciò che non si usa si atrofizza e ciò che si atrofizza si perde. La transizione da segni che nascondono qualcosa a segni che nascondono che non c’è nulla è la svolta decisiva: la prima implica una teologia della verità e della segretezza (a cui appartiene ancora la nozione di ideologia); la seconda inaugura una era di simulacri e simulazioni in cui non c’è più nessun dio a riconoscere il proprio sé, né un ultimo giudizio per separare la verità dal falso, il reale dalla sua resurrezione artificiale, poiché tutto è già morto e risorto in anticipo.

## Edizioni
- Jean Baudrillard, Simulacres et simulation, Parigi, Éditions Galiée, 1981, ISBN 2-7186-0210-4.
- Jean Baudrillard, Simulacri e impostura. Bestie Beaubourg, apparenze e altri oggetti, a cura di M.G. Brega, Pgreco, 2008, ISBN 978-8895563190.